# Macbeth (band)

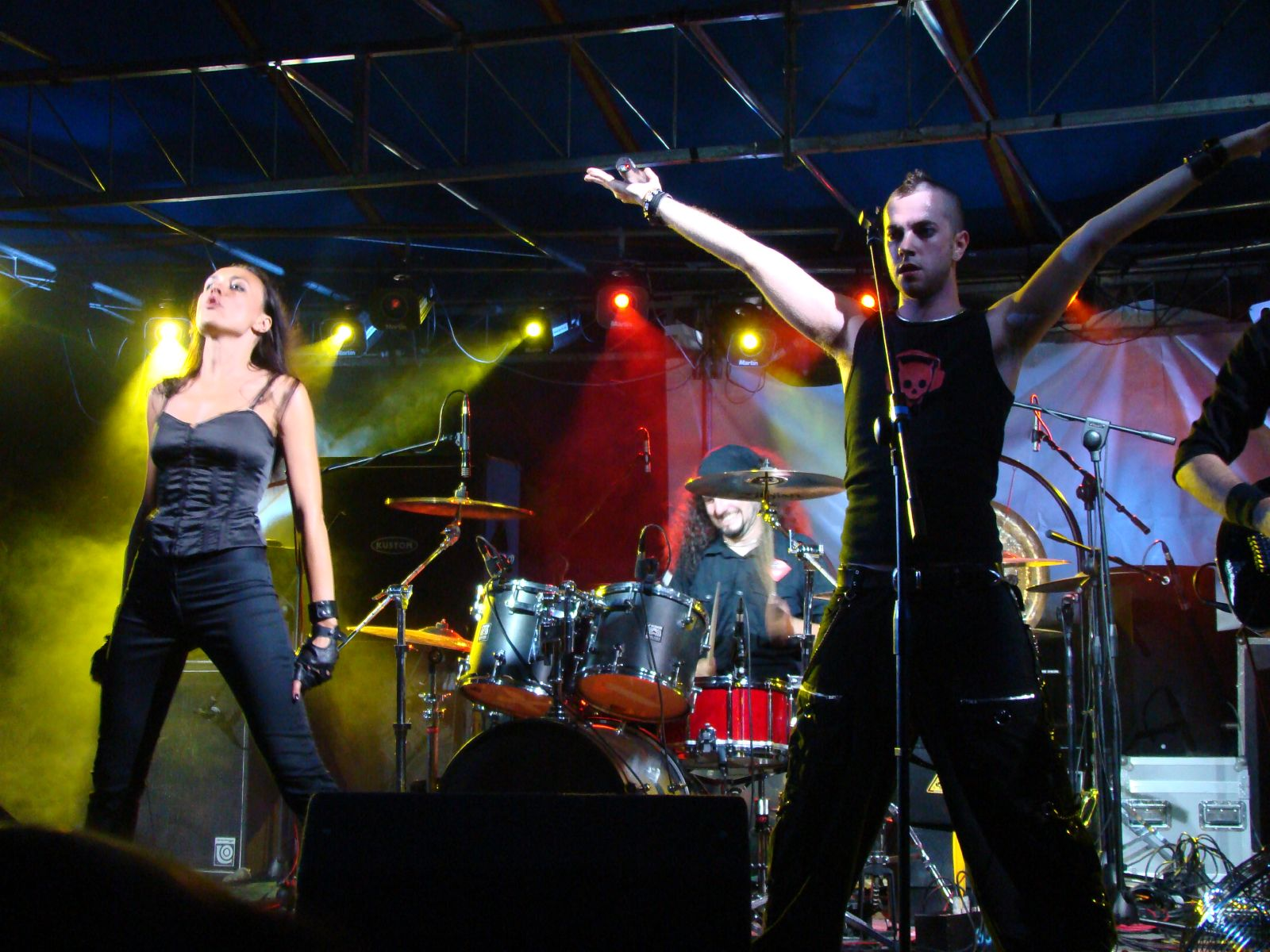
Macbeth (2007)

Macbeth is één Italiaanse gothic metal band. Macbeth is in 1995 opgericht door de drummer Fabrizio Cislaghi.
Na het uitbrengen van het promo-album Nocturnal Embrace bracht de band hun debuutalbum Romantic Tragedy's Crescendo uit. Later zouden de zangers en basspelers wisselen. Met deze nieuwe opstelling werkte de band aan hun tweede album Vanitas. Het meest recente album van de band is Malae Artes.

## Discografie
- - Malae Artes-

CD 2005
Dragonheart Record
- - Vanitas -

CD 2001
Dragonheart Records
- - Romantic Tragedy's Crescendo -

CD 1998
Dragonheart Records

## Leden
- Morena, Vrouwelijke zang
- fabrizo, Drums
- Andreas, Mannelijke zang
- Max, Gitaar
- Sem, Basgitaar